# Étienne Mulsant

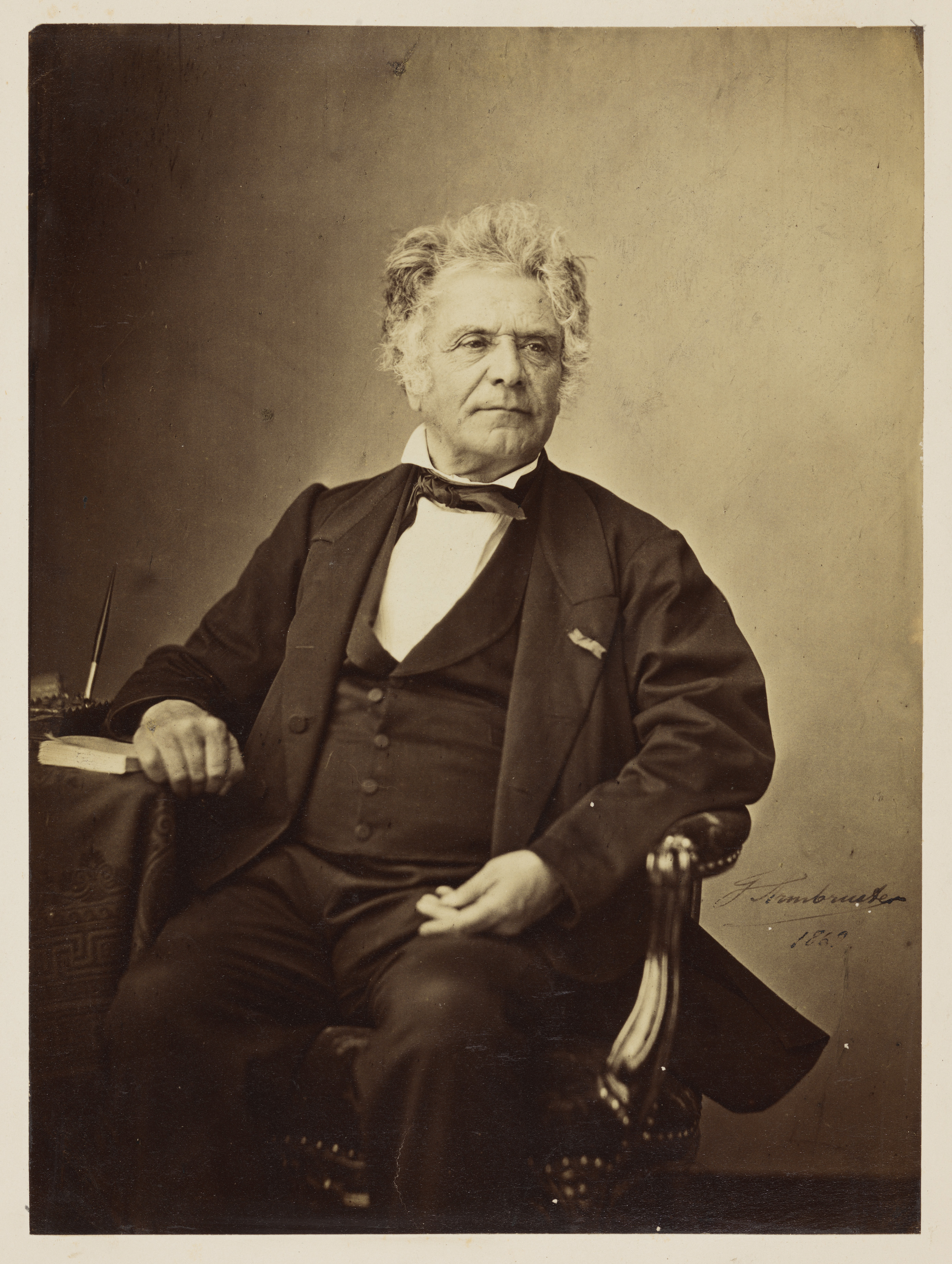
Martial Étienne Mulsant (1869)

Martial Étienne Mulsant (* 2. März 1797 in Marnand bei Thizy; † 4. November 1880 in Lyon) war ein französischer Entomologe und Ornithologe.

## Leben
Er war der Sohn von Marie-Sébastien Mulsant (1776–1853), der von 1824 bis 1830 Richter von Neuville-sur-Saône war, und Marie Anne Victoire geborene Jacquetton (1777–1854). Sein Großvater hieß ebenfalls Étienne Mulsant (1733–1795) und war der Besitzer eines Gipsbruchs sowie Industrieller in Thizy. Als ehemaliger Berater des Königs führte er die Verwendung von Baumwolle statt Hanfgarn im Weberhandwerk ein.
Während seiner Zeit als Angestellter im Handel schrieb Mulsant für seine spätere Ehefrau Julie Ronchivole (1801–1868) Lettres à Julie sur l'entomologie. Darin ging es um die Beschreibung der Systematik eines großen Teils der französischen Insekten mit begleitenden Bildtafeln von Paul Chrétien Romain Constant Duménil und Jacques Firmin Lanvin. Mit Julie zeugte er sieben Kinder. Der bekannteste war sein zweites Kind, der spätere Abt Sébastien-Victor Mulsant (1819–1886), der selbst ein starkes Interesse für Naturwissenschaften entwickelte und immer wieder für seinen Vater Insekten sammelte, aber eher ein poetisch-wissenschaftliches Verhältnis zu dieser Thematik hatte. Ihm widmen sein Vater und Rey auch den Namen Rhopalus victoris, der sich später als Synonym von Liorhyssus hyalinus (Fabricius, 1794) herausstellt. In der Beschreibung hieß es:

« Cette jolie espèce a éte trouvée par M. l’abbé Victor Mulsant dans les environs de la Seyne (Var), et nous la lui avons dédiée. »

„Diese schöne Art wurde von Abt Victor Mulsant in der Umgebung von Seyne entdeckt und wir haben sie ihm gewidmet.“

Die weiteren Kinder hießen Marie-Rosalie (1817–1841), Pauline-Marie (1829–), der Zwillingsbruder Jules, der kurz nach der Geburt im Juni 1829 verstarb, Antoinette-Henriette (1825-), Marie-Joséphine-Caroline (1833–1841) und Marie-Julie-Victorine (1842-).
Im Jahr 1817 wird er Bürgermeister von Saint-Jean-la-Bussière, wo seine Eltern ein Anwesen besaßen. Schließlich wird er 1827 ganz in der Tradition seines Vaters und seines Großvaters Friedensrichter.
1830 ließ er sich in Lyon nieder. Hier tritt er 1839 eine Stelle als stellvertretender Bibliothekar an. Dann wurde er Lehrer für Naturgeschichte an einem Gymnasium. Diese Stelle hat er von 1843 bis 1873 inne.
Seit 1840 erscheinen seine Publikationen über Flohkäfer Histoire naturelle des coléoptères de France an denen auch Entomologen wie der hauptberufliche Anwalt Eugène Foudras (1783–1859) und der hauptberufliche Winzer Claudius Rey (1817–1895) partizipierten. Zusammen mit Rey verfasste er von 1865 bis 1879 Histoire naturelle des punaises de France. Beide waren ehemalige Schüler von Mulsant. Weitere Schüler waren Francisque Guillebeau (1821–1897) und Valéry Mayet (1839–1909).
Seine weitere Leidenschaft galt den Vögeln, über die Mulsant einige Studien publizierte. Er beteiligte sich für seine Studien bei der Jagd auf kleine Vögel. Er arbeitete 2 Jahre mit den Naturalienhändlern Jules Verreaux (1807–1873) und Édouard Verreaux (1810–1868) aus dem berühmten Pariser Maison Verreaux zusammen. Als Ergebnis entstand 1866 ein Katalog über Kolibris, der unter dem Namen Essai d’une classification méthodique des trochilidés ou oiseaux-mouches erschien. Als Basis für das Werk diente die Sammlung im Muséum national d’histoire naturelle.  Im Jahr 1868 erscheint ein weiteres ornithologisches Werk unter dem Namen Lettres à Julie sur l’ornithologie, das Édouard Traviès (1807–1876) illustrierte. Mit Édouard Verreaux verfasste er unter dem Titel Histoire naturelle des Oiseaux Mouches ou Colibris constituant la famille des Trochilidés ein 5-bändiges Monumentalwerk über Kolibris. Die 118 Lithographien zum Text lieferten die Künstler Louis Victor Bevalet (1808–1887) und Paul Eugène Mesplès (1849–1924). Im Gedenken an Édouard Verreaux schrieb Mulsant 1878 in Annales de la Société linnéen de Lyon einen Nachruf auf den Verstorbenen.
Außerdem erschienen unter seinem Namen schulische Arbeiten zur Zoologie oder zur Geologie.

## Mitgliedschaften
1840 wurde Mulsant von Félix Édouard Guérin-Méneville als Mitglied Nummer 206 der Société Cuvierienne vorgestellt. Einige Jahre lang war er Mitglied der Société linnéenne de Lyon, bei der er auch zeitweise als Präsident fungierte. 1856 wird er zum Ehrenmitglied der Deutschen Ornithologen-Gesellschaft gewählt. Seit 1873 war er korrespondierendes Mitglied der Académie des sciences in Paris.

## Dedikationsnamen
Der deutsche Insektenkundler Julius Weise (1844–1925) entdeckte 1906, dass das von Mulsant 1851 verwendete Taxon für die Gattung Cleis bereits 1831 von Félix Édouard Guérin-Méneville verwendet wurde. Deshalb schrieb er:

„Für Cleis Muls. Spec. 208 (1851), welche mit dem Lepidopteren-Genus Cleis Guér. Voy. Duperrey 1831, kollidiert, schlage ich den Namen Mulsantina vor.“

Im Jahre 1842 benannte Jules Bourcier die Weißbauchelfe (Chaetocercus mulsanti früher Acestrura mulsanti) nach Mulsant. Bourcier selbst beschrieb den Kolibri unter dem Namen Le Mulsant Ornismya Mulsanti. In der Widmung hieß es:

« Dédié à mon ami M. E. Mulsant, connu plusieurs ouvrages remarquables sur l’Entomologie. »

„Ist meinem Freund M. E. Mulsant gewidmet, der durch mehrere bedeutende Werke in der Entomologie bekannt ist.“

Der schottische Crustaceologe und Entomologe Adam White (1817–1879) beschrieb 1879 einen Käfer unter dem Namen Mesovelia mulsanti.
Der Entomologe Victor Signoret (1816–1889) widmete ihm das Artepitheton Astemma mulsanti, das allerdings heute nur noch als Synonym für Ceratocombus coleoptratus  (Zetterstedt, 1819) steht. Der Geologe Victor Thiollière (1801–1859) aus Lyon vergab zu Ehren Mulsants Chaetodon mulsanti, der aufgrund der Internationalen Regeln für die Zoologische Nomenklatur als Sattelfleck-Falterfisch Chaetodon ephippium (Cuvier) 1831 geführt wird.

## Erstbeschreibungen nach Mulsant
Mulsant hat zahlreiche Familien, Unterfamilien, Tribus, Gattung, Untergattungen, Arten und Unterarten neu für die Wissenschaft beschrieben. Bei einigen Beschreibungen arbeitete er mit anderen Autoren wie Claudius Rey, Jules und Édouard Verreaux, dem Marseiller Entomologen Alexandre Wachanru, Jules Bourcier sowie Achille Godart († 1887 in Lyon) zusammen.

### Familien
Zu den Familien die Mulsant beschrieben hat gehören chronologisch:
- Langtasterwasserkäfer Hydraenidae Mulsant, 1844
- Seidenkäfer Scraptiidae Mulsant, 1856
- Ochodaeidae Mulsant and Rey, 1871

### Unterfamilien
Zu den Unterfamilien die Mulsant beschrieben hat gehören chronologisch:
- Vesperinae Mulsant, 1839
- Bolboceratinae Mulsant, 1842
- Hydraeninae Mulsant, 1844
- Chilocorinae Mulsant, 1846
- Coccidulinae Mulsant, 1846
- Epilachninae Mulsant, 1846
- Scymninae Mulsant, 1846
- Anaspidinae Mulsant, 1856
- Hallomeninae Mulsant, 1856
- Osphyinae Mulsant, 1856
- Scraptiinae Mulsant, 1856
- Nacerdinae Mulsant, 1858
- Silinae Mulsant, 1862
- Laricobiinae Mulsant and Rey, 1864
- Mesocoelopodinae Mulsant and Rey, 1864
- Simplocariini Mulsant and Rey, 1869
- Syncalyptinae Mulsant and Rey, 1869
- Lethrinae Mulsant and Rey, 1871
- Ochodaeinae Mulsant and Rey, 1871
- Habrocerinae Mulsant and Rey, 1877

### Tribus
Zu den Tribus die Mulsant beschrieben hat gehören chronologisch:
- Agapanthiini Mulsant, 1839
- Callidiini Mulsant, 1839
- Clytini Mulsant, 1839
- Graciliini Mulsant, 1839
- Hesperophanini Mulsant, 1839
- Obriini Mulsant, 1839
- Parmenini Mulsant, 1839
- Pogonocherini Mulsant, 1839
- Saperdini Mulsant, 1839
- Vesperini Mulsant, 1839
- Berosini Mulsant, 1844
- Hydraenini Mulsant, 1844
- Limnebiini Mulsant, 1844
- Megasternini Mulsant, 1844
- Ditylini Mulsant, 1858
- Molorchini Mulsant, 1863
- Placusini Mulsant and Rey, 1871
- Falagriini Mulsant and Rey, 1873

### Gattungen Vögel
Zu den Gattungen die Mulsant beschrieben hat gehören chronologisch:
- Elvira Mulsant, J. Verreaux & E. Verreaux, 1866
- Eulidia Mulsant, 1877

### Gattungen Insekten
- Callidium Mulsant, 1839
- Oberea Mulsant, 1839
- Phymatodes Mulsant, 1839
- Ropalopus Mulsant, 1839
- Semanotus Mulsant, 1839
- Cryptopleurum Mulsant, 1844
- Helochares Mulsant, 1844
- Megasternum Mulsant, 1844
- Pelosoma Mulsant, 1844
- Adalia Mulsant, 1846
- Anatis Mulsant, 1846
- Mycetina Mulsant, 1846
- Myzia Mulsant, 1846
- Nephus Mulsant, 1846
- Propylaea Mulsant, 1846
- Trigonurus Mulsant, 1847
- Axion Mulsant, 1850
- Azya Mulsant, 1850
- Brumus Mulsant, 1850
- Calvia Mulsant, 1850
- Coelophora Mulsant, 1850
- Cryptognatha Mulsant, 1850
- Cryptogonus Mulsant, 1850
- Curinus Mulsant, 1850
- Diomus Mulsant, 1850
- Egius Mulsant, 1850
- Halmus Mulsant, 1850
- Harmonia Mulsant, 1850
- Naemia Mulsant, 1850
- Orcus Mulsant, 1850
- Pentilia Mulsant, 1850
- Rodolia Mulsant, 1850
- Thalassa Mulsant, 1850
- Verania Mulsant, 1850
- Zilus Mulsant, 1850
- Enneadesmus Mulsant, 1851
- Bothriophorus Mulsant and Rey, 1852
- Brachysteles Mulsant and Rey, 1852
- Mesovelia Mulsant and Rey, 1852
- Cryptolaemus Mulsant, 1853
- Ochthephilus Mulsant and Rey, 1856
- Pentaria Mulsant, 1856
- Silaria Mulsant, 1856
- Conalia Mulsant and Rey, 1858
- Loricaster Mulsant and Rey, 1861
- Judolia Mulsant, 1863
- Lampropterus Mulsant, 1863
- Oplosia Mulsant, 1863
- Pidonia Mulsant, 1863
- Cortodera Mulsant, 1864
- Codophila Mulsant and Rey, 1866
- Cyclodinus Mulsant and Rey, 1866
- Geotomus Mulsant and Rey, 1866
- Omonadus Mulsant and Rey, 1866
- Tominotus Mulsant and Rey, 1866
- Pelochares Mulsant and Rey, 1869
- Porcinolus Mulsant, 1869
- Diestota Mulsant and Rey, 1870
- Dimetrota Mulsant and Rey, 1873
- Heterota Mulsant and Rey, 1873
- Meotica Mulsant and Rey, 1873
- Philhygra Mulsant and Rey, 1873
- Apimela Mulsant and Rey, 1874
- Brachyusa Mulsant and Rey, 1874
- Earota Mulsant and Rey, 1874
- Mocyta Mulsant and Rey, 1874
- Myrmoecia Mulsant and Rey, 1874
- Mayetia Mulsant and Rey, 1875
- Myrmia Mulsant, 1876

### Untergattungen
Zu den Untergattungen die Mulsant beschrieben hat gehören chronologisch:
- Helochares (Helochares) Mulsant, 1844
- Nephus (Nephus) Mulsant, 1846
- Scymnus (Pullus) Mulsant, 1846
- Nephus (Sidis) Mulsant, 1850
- Pidonia (Pidonia) Mulsant, 1863
- Codophila (Antheminia) Mulsant and Rey, 1866
- Ptinus (Gynopterus) Mulsant and Rey, 1868
- Phytosus (Actosus) Mulsant and Rey, 1872
- Aleochara (Aleochara) Mulsant and Rey, 1874
- Aleochara (Coprochara) Mulsant and Rey, 1874
- Aleochara (Xenochara) Mulsant and Rey, 1874

### Arten Vögel
Zu den Arten die Mulsant beschrieben hat gehören chronologisch:
- Bronzekopfamazilie Amazilia candida (Bourcier & Mulsant, 1846)
- Andenamazilie Amazilia franciae (Bourcier & Mulsant, 1846)
- Schwarzkinnkolibri Archilochus alexandri (Bourcier & Mulsant, 1846)
- Grünfadenelfe Discosura conversii (Bourcier & Mulsant, 1846)
- Kupferglanz-Höschenkolibri Haplophaedia aureliae (Bourcier & Mulsant, 1846)
- Braunbauch-Brillantkolibri Heliodoxa rubinoides (Bourcier & Mulsant, 1846)
- Goldschwanz-Saphirkolibri Hylocharis eliciae (Bourcier & Mulsant, 1846)
- Grünkehlnymphe Lampornis viridipallens (Bourcier & Mulsant, 1846)
- Schwarzschwanzsylphe Lesbia victoriae (Bourcier & Mulsant, 1846)
- Grünstirn-Lanzettschnabel Doryfera ludovicae (Bourcier & Mulsant, 1847)
- Tropfenbrustkolibri Aglaeactis castelnaudii (Bourcier & Mulsant, 1848)
- Alicesmaragdkolibri Chlorostilbon alice (Bourcier & Mulsant, 1848)
- Kupferfadenelfe Discosura letitiae (Bourcier & Mulsant, 1852)
- Schwarzbauch-Höschenkolibri Eriocnemis nigrivestis (Bourcier & Mulsant, 1852)
- Bronzeschwanz-Schattenkolibri Glaucis dohrnii (Bourcier & Mulsant, 1852)
- Humboldtsaphirkolibri Chrysuronia humboldtii (Bourcier & Mulsant, 1852)
- Schillerschattenkolibri Phaethornis idaliae (Bourcier & Mulsant, 1856)
- Mangrovenamazilie Amazilia boucardi (Mulsant, 1877)

### Arten Insekten
- Nathrius brevipennis (Mulsant, 1839)
- Rhizotrogus marginipes (Mulsant), 1842
- Deronectes aubei (Mulsant, 1843)
- Aulacochthebius exaratus (Mulsant, 1844)
- Dactylosternum flavicorne (Mulsant, 1844)
- Dactylosternum picicorne (Mulsant, 1844)
- Helochares maculicollis Mulsant, 1844
- Helophorus obscurus Mulsant, 1844
- Hydraena angulosa Mulsant, 1844
- Hydraena rugosa Mulsant, 1844
- Hydrochus rugosus Mulsant, 1844
- Hydrochus scabratus Mulsant, 1844
- Limnebius papposus Mulsant, 1844
- Ochthebius difficilis Mulsant, 1844
- Ochthebius fossulatus Mulsant, 1844
- Ochthebius granulatus (Mulsant, 1844)
- Ochthebius quadricollis Mulsant, 1844
- Phaenonotum globulosum (Mulsant, 1844)
- Azya orbigera Mulsant, 1850
- Brachiacantha lepida Mulsant, 1850
- Brachiacantha subfasciata Mulsant, 1850
- Coccinella monticola Mulsant, 1850
- Curinus coeruleus (Mulsant, 1850)
- Diomus floridanus (Mulsant, 1850)
- Diomus myrmidon (Mulsant, 1850)
- Diomus xanthaspis (Mulsant, 1850)
- Egius platycephalus Mulsant, 1850
- Mexikanischer Bohnenkäfer Epilachna varivestis Mulsant, 1850
- Exochomus childreni Mulsant, 1850
- Hippodamia quindecimmaculata Mulsant, 1850
- Hippodamia sinuata Mulsant, 1850
- Hyperaspidius venustulus (Mulsant, 1850)
- Hyperaspis centralis Mulsant, 1850
- Hyperaspis disconotata Mulsant, 1850
- Hyperaspis donzeli (Mulsant, 1850)
- Hyperaspis inedita Mulsant, 1850
- Hyperaspis jocosa (Mulsant, 1850)
- Hyperaspis lateralis Mulsant, 1850
- Hyperaspis levrati (Mulsant, 1850)
- Hyperaspis senegalensis Mulsant, 1850
- Hyperaspis trilineata Mulsant, 1850
- Myzia subvittata (Mulsant, 1850)
- Nephus binaevatus (Mulsant, 1850)
- Pentilia insidiosa Mulsant, 1850
- Psyllobora nana Mulsant, 1850
- Rodolia cardinalis (Mulsant, 1850)
- Scymnobius bilucernarius (Mulsant, 1850)
- Scymnus americanus Mulsant, 1850
- Scymnus brullei Mulsant, 1850
- Scymnus cervicalis Mulsant, 1850
- Scymnus creperus Mulsant, 1850
- Scymnus impexus Mulsant, 1850
- Scymnus levaillanti Mulsant, 1850
- Scymnus loewii Mulsant, 1850
- Scymnus margipallens (Mulsant, 1850)
- Scymnus quadrivittatus Mulsant, 1850
- Scymnus tenebrosus Mulsant, 1850
- Thalassa montezumae Mulsant, 1850
- Ochthebius crenulatus Mulsant and Rey, 1850
- Dendrobiella sericea (Mulsant and Wachanru, 1852)
- Bothriophorus atomus Mulsant and Rey, 1852
- Hydraena producta Mulsant and Rey, 1852
- Mesovelia fuscata Mulsant and Rey, 1852
- Cryptolaemus montrouzieri Mulsant, 1853
- Diomus roseicollis (Mulsant, 1853)
- Hyperaspis troglodytes Mulsant, 1853
- Pharoscymnus flexibilis (Mulsant, 1853)
- Rhyzobius forestieri (Mulsant, 1853)
- Scymnodes lividigaster (Mulsant, 1853)
- Großer Ulmenprachtkäfer (Ovalisia mirifica) (Mulsant, 1855)
- Graptodytes ignotus (Mulsant and Rey, 1861)
- Hydroporus longulus Mulsant and Rey, 1861
- Ochthebius lejolisii Mulsant and Rey, 1861
- Ochthebius subinteger Mulsant and Rey, 1861
- Mesocoelopus collaris Mulsant and Rey, 1864
- Tominotus signoreti (Mulsant and Rey, 1866)
- Olla v-nigrum (Mulsant, 1866)
- Verania crocea (Mulsant, 1866)
- Pelochares emarginatus Mulsant and Rey, 1869
- Zweifarbiger Zwergkäfer (Baeocrara variolosa) (Mulsant & Rey, 1873)
- Platylister simeani (Mulsant and Godart, 1875)
- Platystethus degener Mulsant and Rey, 1878

### Unterarten Vögel
Zu den Unterarten die Mulsant beschrieben hat gehören chronologisch:
- Unterart der Zimtbauchamazilie Amazilia rutila corallirostris (Bourcier & Mulsant, 1846)
- Unterart der Rotfahnenelfe Chaetocercus jourdanii rosae (Bourcier & Mulsant, 1846)
- Unterart des Grünschattenkolibris Phaethornis guy emiliae (Bourcier & Mulsant, 1846)
- Unterart des Goldbauch-Smaragdkolibri Chlorostilbon aureoventris pucherani (Bourcier & Mulsant, 1848)
- Unterart des Bronzeschwanz-Saphirkolibri Chrysuronia oenone josephinae (Bourcier & Mulsant, 1848)
- Unterart der Beryllamazilie Amazilia beryllina devillei (Bourcier & Mulsant, 1848)
- Unterart der Grünschwanzsylphe Lesbia nuna eucharis (Bourcier & Mulsant, 1848)
- Unterart des Langschnabel-Schattenkolibri Phaethornis longirostris cephalus (Bourcier & Mulsant, 1848)
- Unterart des Funkenkehlkolibri Heliomaster constantii leocadiae (Bourcier & Mulsant, 1852)
- Unterart des Blaukehl-Breitschnabelkolibri Cynanthus latirostris magicus (Mulsant & J. Verreaux, 1872)

### Unterarten Insekten
- Unterart Dactylosternum subdepressum striatopunctatum (Mulsant, 1844)
- Unterart Brachiacantha quadripunctata flavifrons Mulsant, 1850
- Unterart Coccinella hieroglyphica mannerheimi Mulsant, 1850
- Unterart Coccinella trifasciata perplexa Mulsant, 1850
- Unterart Hippodamia glacialis extensa Mulsant, 1850
- Unterart Hippodamia glacialis lecontei Mulsant, 1850
- Unterart Hyperaspis senegalensis hottentotta Mulsant, 1850
- Unterart Naemia seriata litigiosa Mulsant, 1850
- Unterart Neoharmonia venusta ampla (Mulsant, 1850)
- Trauerbock (Morimus asper funereus) Mulsant, 1862
- Unterart Coccinella septempunctata brucki Mulsant, 1866
- Unterart Coleomegilla maculata fuscilabris (Mulsant, 1866)

## Werke

### Nur Étienne Mulsant
- Lettres à Julie sur l’entomologie suivies d’une description méthodique de la plus grand partie des insectes de France. Band 1. Louis Bafeuf, Treuttel et Wurtz, Lyon, Paris 1830 (books.google.de).
- Lettres à Julie sur l’entomologie suivies d’une description méthodique de la plus grand partie des insectes de France. Band 2. Louis Bafeuf, Treuttel et Wurtz, Lyon, Paris 1830 (books.google.de).
- Species des Coléoptères trimères sécupalpes. In: Annales des sciences physiques et naturelles, d'agriculture et d'industrie (= 2). Band 2, 1850, S. 1–1104 (biodiversitylibrary.org).
- Notice sur Pèdre Ormancey. In: Annales de la Société Linnéenne de Lyon (= Nouvelle Série). Band 1, 1853, S. 77–88 (biodiversitylibrary.org).
- Souvenirs d’un voyage en Allemagne. Magnin, Blanchard, Paris 1862 (books.google.de).
- Souvenirs d’un voyage en Allemagne. 2. Auflage. Magnin, Blanchard, Paris 1862 (gallica.bnf.fr [abgerufen am 1. März 2014]).
- Essai d’une classification méthodique des trochilidées ou oiseaux-mouches comprenant le catalogue de toutes les espèces connues de ce oiseaux. In: Annales de la Société des sciences industrielles de Lyon. Band 2, 1864, S. 416–431 (books.google.de).
- Essai d’une classification méthodique des trochilidées ou oiseaux-mouches comprenant le catalogue de toutes les espèces connues de ce oiseaux. In: Annales de la Société des sciences industrielles de Lyon. Band 3, 1866, S. 89.
- Essai d’une classification méthodique des trochilidées ou oiseaux-mouches comprenant le catalogue de toutes les espèces connues de ce oiseaux. In: Annales de la Société des sciences industrielles de Lyon. Band 3, 1866, S. 139.
- Essai d’une classification méthodique des trochilidées ou oiseaux-mouches comprenant le catalogue de toutes les espèces connues de ce oiseaux. In: Annales de la Société des sciences industrielles de Lyon. Band 3, 1866, S. 193.
- Essai d’une classification méthodique des trochilidées ou oiseaux-mouches comprenant le catalogue de toutes les espèces connues de ce oiseaux. In: Annales de la Société des sciences industrielles de Lyon. Band 3, 1866, S. 223.
- Essai d’une classification méthodique des trochilidées ou oiseaux-mouches comprenant le catalogue de toutes les espèces connues de ce oiseaux. In: Annales de la Société des sciences industrielles de Lyon. Band 4, 1867, S. 42.
- Essai d’une classification méthodique des trochilidées ou oiseaux-mouches comprenant le catalogue de toutes les espèces connues de ce oiseaux. In: Annales de la Société des sciences industrielles de Lyon. Band 4, 1867, S. 75.
- Lettres à Julie sur l’ornithologie. A. Laplace, Paris 1868 (archive.org).
- Procès-verbaux – Annonce Une histoire nouvelle des oiseaux-mouches. In: Annales de la Société d'agriculture, histoire naturelle et arts utiles de Lyon. Band 3, 1870, S. XXXII (gallica.bnf.fr [abgerufen am 24. Juli 2011]).
- Catalogue des Oiseaux-Mouches ou Colibris. In: Opuscules entomologiques. Band 16, 1875, S. 133–162 (biodiversitylibrary.org [abgerufen am 7. März 2014]).
- Catalogue des oiseaux-mouches ou colibris. In: Annales de la Société des sciences industrielles de Lyon. Band 22, 1876, S. 199–228 (gdz.sub.uni-goettingen.de [abgerufen am 8. Juni 2014]).
- Description d’une espéces nouvelle de Trochilidé. In: Présentée à la Société Linnéenne de Lyon le 12 octobre 1877. 1877, S. 5–8 (archive.org).
- Notice sur Edouard Verreaux. In: Annales de la Société Linnéenne de Lyon. Band 25, 1878, S. 111–117 (gdz.sub.uni-goettingen.de [abgerufen am 9. Juni 2014]).
- Notices et portraits. H. Georg, Lyon 1879.

### Zusammen mit Jules Boucier
- Description et figures de plusieurs espèces nouvelles d’oiseaux-mouches. In: Annales des sciences physiques et naturelles, d'agriculture et d’industrie. Band 6, 1843, S. 36–49 (gallica.bnf.fr [abgerufen am 18. Juli 2011]).
- Description de vingt espèces nouvelles d’oiseaux-mouches. In: Annales des sciences physiques et naturelles, d'agriculture et d’industrie. Band 9, 1846, S. 312–332 (biodiversitylibrary.org).
- Description d’une espèces nouvelles d’oiseaux-mouches (Trochilus Pichincha). In: Mémoires de l’Académie des sciences, belles-lettres et arts de Lyon. Band 2, 1847, S. 135–137 (books.google.de).
- Description d’une espèces nouvelles d’oiseaux-mouches (Trochilus Ludovicae). In: Annales des sciences physiques et naturelles, d'agriculture et d’industrie. Band 10, 1847, S. 136 (gallica.bnf.fr [abgerufen am 18. Juli 2011]).
- Description de quelques nouvelles espèces d’oiseaux-mouches. In: Revue zoologique par la Société cuviérienne. 1848, S. 269–275 (gallica.bnf.fr [abgerufen am 25. Juli 2011]).
- Description d’une espèces nouvelles d’oiseaux-mouches (Trochilus Ludovicae). In: Annales des sciences physiques et naturelles, d'agriculture et d’industrie. Band 2, 1850, S. 199–203 (gallica.bnf.fr [abgerufen am 18. Juli 2011]).
- Description d’une espèces nouvelles d’oiseaux-mouches (Trochilus Stanleyi). In: Annales des sciences physiques et naturelles, d'agriculture et d’industrie. Band 2, 1850, S. 199–203 (gallica.bnf.fr [abgerufen am 18. Juli 2011]).
- Description quelques nouvelles espèces d’oiseaux-mouches. In: Annales des sciences physiques et naturelles, d'agriculture et d’industrie. Band 4, 1852, S. 139–144 (gallica.bnf.fr [abgerufen am 18. Juli 2011]).
- Description deux  nouvelles espèces d’oiseaux-mouches (Trochilus Idaliae, Trochilus Aspasiae). In: Annales de la Société Linnéenne de Lyon. Band 3, 1856, S. 187–189 (biodiversitylibrary.org [abgerufen am 18. Juli 2011]).
- Description du Lophornis Verreauxii. In: Annales des sciences physiques et naturelles, d'agriculture et d’industrie. Band 3, 1859, S. 364–365 (gallica.bnf.fr [abgerufen am 18. Juli 2011]).

### Zusammen mit Alphonse Gacogne
- Description de la larve de l'Aegosoma scabricorne. In: Annales de la Société Linnéenne de Lyon. Band 2, 1855, S. 149–152 (biodiversitylibrary.org [abgerufen am 18. Juli 2011]).

### Zusammen mit Achille Godart
- Description d’un coléoptère inédit constituant un nouveau genre parmi les Elatérides (Trichophorus Guillebelli). In: Mémoires de l’Academie (Royale) des Sciences, Belles-Lettres et Arts de Lyon. Band 4, 1854, S. 1–8 (biodiversitylibrary.org [abgerufen am 18. Juli 2011]).
- Description de quelques coléoptères nouveaux ou peu connus. In: Annales de la Société Linnéenne de Lyon. Band 2, 1855, S. 1–8 (biodiversitylibrary.org [abgerufen am 18. Juli 2011]).
- Description d’une espèce nouvelle d’Helops (H. superbus). In: Annales de la Société Linnéenne de Lyon. Band 2, 1855, S. 153–156 (biodiversitylibrary.org [abgerufen am 18. Juli 2011]).
- Description d’une espèce nouvelle de Lucanide (Lucanus Fabiani). In: Annales de la Société Linnéenne de Lyon. Band 2, 1855, S. 250–254 (biodiversitylibrary.org [abgerufen am 18. Juli 2011]).
- Description de quelques coléoptères nouveaux ou peu connus. In: Annales de la Société Linnéenne de Lyon. Band 2, 1855, S. 261–283 (biodiversitylibrary.org [abgerufen am 18. Juli 2011]).
- Description d’une nouvelle espèce de coléoptère du genre Orchesia (O. maculata). In: Annales de la Société Linnéenne de Lyon. Band 3, 1856, S. 108–110 (biodiversitylibrary.org [abgerufen am 18. Juli 2011]).
- Description de trois espèces nouvelles de Coléoptères. In: Annales des sciences physiques et naturelles, d'agriculture et d’industrie. Band 3, 1859, S. 241–247 (gallica.bnf.fr [abgerufen am 18. Juli 2011]).
- Description de deux espèces nouvelles de Coléoptères, de la tribu dea Hydrocanthares. In: Annales de la Société Linnéenne de Lyon. Band 7, 1860, S. 12–16 (biodiversitylibrary.org [abgerufen am 18. Juli 2011]).
- Description de deux espèces nouvelles de Coléoptères, de la tribu dea Hydrocanthares. In: Annales de la Société Linnéenne de Lyon. Band 7, 1860, S. 150–152 (biodiversitylibrary.org [abgerufen am 18. Juli 2011]).
- Description d’une espèce nouvellede Coléoptère Angustipenne. In: Annales de la Société Linnéenne de Lyon. Band 7, 1860, S. 158–161 (biodiversitylibrary.org [abgerufen am 18. Juli 2011]).

### Zusammen mit Francisque Guillebeau
- Description d’un coléoptère inédit constituant un genre nouveau parmi les Élatérides, Crepidophorus anthracinus. In: Mémoires de l’Academie (Royale) des sciences, belles-lettres et arts de Lyon. Band 4, 1854, S. 29–32 (biodiversitylibrary.org [abgerufen am 18. Juli 2011]).
- Notes pour servir a l’histoire des Ténébrions. In: Annales de la Société Linnéenne de Lyon. Band 2, 1855, S. 9–13 (biodiversitylibrary.org [abgerufen am 18. Juli 2011]).
- Description de quelques espèces d’Elatérides. In: Annales de la Société Linnéenne de Lyon. Band 2, 1855, S. 17–32 (biodiversitylibrary.org [abgerufen am 18. Juli 2011]).
- Notes pour servir à l’histoire des Lagries. In: Annales de la Société Linnéenne de Lyon. Band 2, 1855, S. 65–74 (biodiversitylibrary.org [abgerufen am 18. Juli 2011]).
- Description de deux Coléoptères nouveaux ou peu connus. In: Annales de la Société Linnéenne de Lyon. Band 2, 1855, S. 157–160 (biodiversitylibrary.org [abgerufen am 18. Juli 2011]).
- Description de deux nouvelles espèces d’Elatérides. In: Annales de la Société Linnéenne de Lyon. Band 2, 1855, S. 317–321 (biodiversitylibrary.org [abgerufen am 18. Juli 2011]).
- Description d’une espèce nouvelle d'Uloma. In: Annales de la Société Linnéenne de Lyon. Band 2, 1855, S. 421–424 (biodiversitylibrary.org [abgerufen am 18. Juli 2011]).
- Description de quelques Elatérides nouveaux ou peu connus. In: Annales de la Société Linnéenne de Lyon. Band 3, 1856, S. 60–99 (biodiversitylibrary.org [abgerufen am 18. Juli 2011]).
- Description d’une espèce nouvelle de Coléoptère de la tribu des Longicornes. In: Annales de la Société Linnéenne de Lyon. Band 3, 1856, S. 103–107 (biodiversitylibrary.org [abgerufen am 18. Juli 2011]).
- Description de la larve du Ludius ferrugineus. Linn. In: Annales de la Société Linnéenne de Lyon. Band 3, 1856, S. 190–192 (biodiversitylibrary.org [abgerufen am 18. Juli 2011]).
- Description d’une espèce nouvelle du genre Orchesia, de la tribu des Coléoptères Barbipalpes. In: Annales de la Société Linnéenne de Lyon. Band 4, 1857, S. 414–416 (biodiversitylibrary.org [abgerufen am 18. Juli 2011]).

### Zusammen mit Valéry Mayet
- Notes pour servir a l’histoire de l’Amphimallus marginatus. In: Annales de la Société Linnéenne de Lyon. Band 3, 1856, S. 100–102 (biodiversitylibrary.org [abgerufen am 18. Juli 2011]).

### Zusammen mit Victor Mulsant
- Notes pour servir à l’histoire de l’Oxypleurus Nodieri. In: Annales de la Société Linnéenne de Lyon. Band 2, 1855, S. 191–193 (biodiversitylibrary.org [abgerufen am 18. Juli 2011]).
- Description d’une espèce nouvelle du genre Mycétochare (M. fasciata). In: Annales de la Société Linnéenne de Lyon. Band 2, 1855, S. 255–257 (biodiversitylibrary.org [abgerufen am 18. Juli 2011]).
- Description de la larve de l’Hesperophanes nebulosus, Olivier. In: Annales de la Société Linnéenne de Lyon. Band 2, 1855, S. 258–260 (biodiversitylibrary.org [abgerufen am 18. Juli 2011]).
- Description de la larve de l’Elenophorus collaris, Coléoplère de la tribu des Latigènes. In: Annales de la Société Linnéenne de Lyon. Band 3, 1856, S. 133–134 (biodiversitylibrary.org [abgerufen am 18. Juli 2011]).

### Zusammen mit Benoit-Philibert Perroud
- Description de deux nouvelles espèces de Coléoptères constituant un genre nouveau dans la famille des Ulomiens. In: Annales de la Société Linnéenne de Lyon. Band 3, 1856, S. 160–165 (biodiversitylibrary.org [abgerufen am 18. Juli 2011]).

### Zusammen mit Eugène Revelière
- Description de la larve du Prinobius Germari. In: Annales des sciences physiques et naturelles, d'agriculture et d’industrie. Band 3, 1859, S. 248–250 (gallica.bnf.fr [abgerufen am 19. Juli 2011]).
- Note pour servir à l’histoire de quelques coléoptères (Iphthimus, Rhizotroffus). In: Annales de la Société Linnéenne de Lyon. Band 6, 1860, S. 43–48 (biodiversitylibrary.org [abgerufen am 19. Juli 2011]).
- Notes pour servir à l’histoire des Asiliques et particuliérement des Laphries (insectes diptères). In: Annales de la Société Linnéenne de Lyon. Band 6, 1860, S. 119–123 (biodiversitylibrary.org [abgerufen am 19. Juli 2011]).
- Notes pour servir à l’histoire des premiers états de divers Coléoptères (Lampra mirifica, Cratomerus cyanicornis, Latipalpis pisana, Dircaea Eevelierii, Niphona picticornis). In: Annales de la Société Linnéenne de Lyon. Band 6, 1860, S. 124–136 (biodiversitylibrary.org [abgerufen am 19. Juli 2011]).
- Description d’une espèce nouvelle du genre Lampyris (L. bicarinata). In: Annales de la Société Linnéenne de Lyon. Band 7, 1861, S. 146–149 (biodiversitylibrary.org [abgerufen am 19. Juli 2011]).
- Description d’un Coléoptère nouveau, constituant un nouveau genre, dans la tribu des Opatates (Sinorus ciliaris). In: Annales de la Société Linnéenne de Lyon. Band 7, 1861, S. 153–157 (biodiversitylibrary.org [abgerufen am 19. Juli 2011]).
- Description d’une espèce nouvelle de Coléoptère du genre Dasytes (D. tibialis). In: Annales de la Société Linnéenne de Lyon. Band 7, 1861, S. 162–164 (biodiversitylibrary.org [abgerufen am 19. Juli 2011]).

### Zusammen mit Édouard Verreaux
- Histoire naturelle des oiseaux-mouches ou colibris constituant la famille des trochilidés. In: Société Linnéenne de Lyon. Band 1, 1874 (biodiversitylibrary.org [abgerufen am 26. März 2015]).
- Histoire naturelle des oiseaux-mouches ou colibris constituant la famille des trochilidés. In: Société Linnéenne de Lyon. Band 2, 1876 (biodiversitylibrary.org [abgerufen am 26. März 2015]).
- Histoire naturelle des oiseaux-mouches ou colibris constituant la famille des trochilidés. In: Société Linnéenne de Lyon. Band 3, 1877 (biodiversitylibrary.org [abgerufen am 26. März 2015]).
- Histoire naturelle des oiseaux-mouches ou colibris constituant la famille des trochilidés. In: Société Linnéenne de Lyon. Band 4, 1879 (biodiversitylibrary.org [abgerufen am 26. März 2015]).
- Histoire naturelle des oiseaux-mouches ou colibris constituant la famille des trochilidés (Verzeichnis). In: Société Linnéenne de Lyon. Band 5, 1879.

### Zusammen mit Jules Verreaux
- Description d’une espèce nouvelle d’oiseaux-mouche (Heliotrypha Barrali). In: Annales de la Société Linnéenne de Lyon. Band 18, 1871, S. 106–107 (books.google.de).
- Description d’une espèce nouvelle d’oiseaux-mouche (Talurauia Lerchi). In: Annales de la Société Linnéenne de Lyon. Band 18, 1871, S. 108–109 (books.google.de).
- Description d’une espèce nouvelle d’oiseaux-mouche (Hylocharis Magica). In: Annales de la Société Linnéenne de Lyon. Band 18, 1871, S. 110–112 (books.google.de).
- Description d’une espèce nouvelle d’oiseaux-mouche (Doryfera Euphrasinae). In: Annales de la Société Linnéenne de Lyon. Band 18, 1871, S. 319–320 (books.google.de).
- Description d’une espèce nouvelle d’oiseaux-mouche (Doryfera Euphrasinae). In: Opuscules entomologiques. Band 15, 1873, S. 24–25 (biodiversitylibrary.org [abgerufen am 7. März 2014]).

### Zusammen mit Jules Verreaux und Édouard Verreaux
- Essai d’une classification méthodique des trochilidés ou oiseaux-mouches. F. Savy, Paris 1866 (biodiversitylibrary.org).
- Essai d’une classification méthodique des trochilidés ou oiseaux-mouches. In: Mémoires de la Société impériale des sciences naturelles de Cherbourg (= 2). Band 2, 1866, S. 152–242 (biodiversitylibrary.org).
- Description d’une nouvelle espèce d'Oiseau-Mouche (Diphlogena (Helianthea) Traviesi). In: Annales de la Société Linnéenne de Lyon. Band 14, 1866, S. 391 (biodiversitylibrary.org).

### Zusammen mit Alexandre Wachanru
- Notes pour servir à l’histoire du Cyrtonus Rotundatus suivies de la description de cet insecte et d’une espèce voisine. In: Mémoires de l’Académie des sciences, belles-lettres et arts de Lyon. Band 2, 1847, S. 401–415 (books.google.de).
- Première série de Coléoptères nouveaux ou peu connus. In: Mémoires de l’Académie des sciences, belles-lettres et arts de Lyon. Band 2, 1852, S. 1–17.
- Notes pour servir à l’histoire de la Chrysomela diluta. In: Annales de la Société Linnéenne de Lyon. 1852, S. 52–59 (biodiversitylibrary.org [abgerufen am 18. Juli 2011]).
- Description d’un coléoptère nouveau (Cryptocephalus gloriosus). In: Mémoires de l’Académie des sciences, belles-lettres et arts de Lyon. Band 3, 1853, S. 159–160.
- Description d’une espèce nouvelle de Coléoptère du genre Psammodius (P. scutellaris). In: Mémoires de l’Académie des sciences, belles-lettres et arts de Lyon. Band 3, 1853, S. 366–368.
- Notes pour servir à l’histoire du Cyrtonus Rotundatus suivies de la description de cet insecte et d’une espèce voisine. In: Annales des sciences physiques et naturelles, d’agriculture et d’industrie. Band 3, 1859, S. 251–252 (gallica.bnf.fr [abgerufen am 18. Juli 2011]).